# Catocala kotshubeji
Catocala kotshubeji là một loài bướm đêm trong họ Erebidae.